# Atari 5200
Atari 5200 – konsola gier wideo wprowadzona do sprzedaży w 1982 przez Atari. Została stworzona, aby rywalizować z Mattel Intellivision, ale wkrótce po wydaniu 5200 rywalizowała również z ColecoVision. Była ona bardziej zaawansowana technologicznie i opłacalna cenowo niż jakakolwiek dostępna wówczas konsola.

## Opis
Istotą Atari 5200 był komputer Atari 400 bez klawiatury. To zapewniło Atari szybkie wprowadzenie na rynek potężnej, pewnej konstrukcji. System zawierał wiele innowacji, takich jak automatyczny przełącznik obrazu (co oznaczało, że mógł automatycznie przełączać się z obrazu telewizyjnego do tego wyświetlanego przez 5200) czy 4 wtyczki kontrolerów, ale najbardziej rewolucyjny był kontroler z analogowym dżojstikiem i systemem funkcjonalnych klawiszy (start, pause, reset), miał on także klawiaturę numeryczną, z dostępnymi specjalnymi nakładkami. Niedająca się wycentrować konstrukcja dżojstika okazała się niekorzystna i zawodna, co zniechęciło wielu klientów. Atari 5200 ucierpiał również na początkowej niekompatybilności kartridży z poprzednikiem, Atari 2600 (adapter został wypuszczony w roku 1983). Kolejnym problemem był brak uwagi, jaką Atari powinno poświęcić konsoli; większość środków była przeznaczana na przewartościowane już Atari 2600, w efekcie na Atari 5200 trafiło stosunkowo niewiele gier.
Podczas gdy 5200 stawało się ostoją kultu wraz ze swoimi grami wysokiej jakości, musiało ono stawić czoła uciążliwej konkurencji z ColecoVision i problemami ekonomicznymi. Pytanie o to, który system był najpotężniejszy, przestało być kwestią sporną, gdy krach gier wideo w okresie 1983-1984 zgładził oba systemy w pełni ich rozkwitu.

Logo konsoli

## Specyfikacja techniczna
- CPU: indywidualny 8-bitowy MOS 6502C @ 1,79 MHz
- koprocesory: 3 indywidualne chipy VLSI
- rozdzielczość ekranu: 320 × 192 (możliwość projektowania dowolnych trybów, np. z większą rozdzielczością), 16 wyświetlanych kolorów (spośród 256)
- GPU: GTIA
- dźwięk: 4-kanałowy dźwięk z chipu POKEY, który jednocześnie obsługiwał również I/O
- RAM: 16 kB
- ROM: do 64 kB (kartridże do 32 kB)Atari 5200 wraz z kartridżami, E3 2005

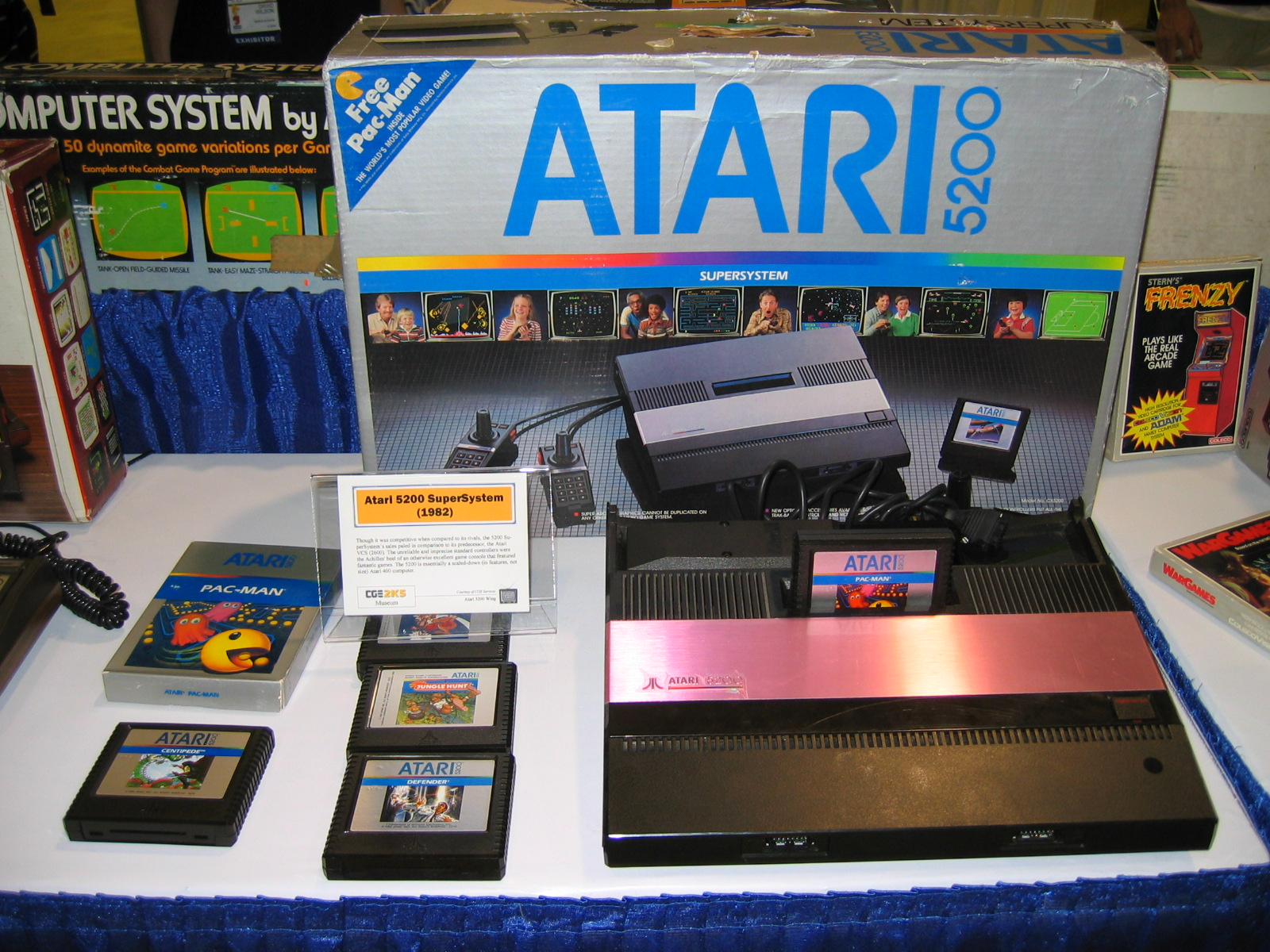
Atari 5200 wraz z kartridżami, E3 2005